# Psyrana borneensis
Psyrana borneensis är en insektsart som först beskrevs av Brunner von Wattenwyl 1878.  Psyrana borneensis ingår i släktet Psyrana och familjen vårtbitare. Inga underarter finns listade i Catalogue of Life.